# Hotel Eyde
Hotel Eyde (egentligt Best Western Hotel Eyde) er et hotel i Herning. Det åbnedes som gæstgiveri i 1839 og den nuværende bygning stammer fra omkring 1893.

## Historie
I slutningen af 1830'erne var der omkring 20 indbyggere i det, der senere skulle blive til det centrale Herning. Her lå på daværende tidspunkt et tinghus (opf. 1827) for Hammerum Herred og et apotek (opf. 1832). I tinghuset holdt herredsadministartionen til, og her sad fuldmægtige Peter Christian Bertelsen, der så et behov for en kro på dette sted. Han åbnede derfor i 1839 Christiansminde Kro. I 1856 solgte han kroen til John Eyde, der i de kommende år arbejdede intenst med udviklingen af byen. På daværende tidspunkt ejede John Eyde store dele af det, der i dag er centrum i Herning. Han skænkede derfor i 1880'erne en grund til at opføre en ny kirke på. Han fik med foræringen af jorden tinglyst torvehandel på pladsen mellem kroen og kirken, hvilket garanterede ham, at kroen ville komme til at ligge centralt i den unge by.
I 1882 solgte John Eyde kroen til Christian Jensen, der indledte en større forvandling af kroen. Jensen udvidede store dele af kroen, der hhv. stod færdig i 1885 og 1893. I 1893 fik bygningen sin nuværende udformning. Kort herefter valgte Jensen at navngive kroen efter den tidligere ejer, Hotel Eyde.
Hotellet blev i 1982 købt af Axel Diderichsen. I de første par drev Diderichsen selv hotellet, men i 1990 blev det forpagtet til Gitte Pedersen og Jørgen Olesen, som forpagtede det frem til 2011, hvor Diderichsen ansatte en professionel ledelse til at drive hotellet. Hotellet er i 2014 stadig ejet af Axel Diderichsen i selskab med sine tre døtre, Eva, Ulla og Birgit Diderichsen.
Den 22. juli 2014 udbrød der en brand på hotellet, der ifølge politiet opstod i ventilationsanlæg på loftet. Flere værelser blev meget skadet ved branden, samt at restauranten måtte lukke i en kort periode.